# Anoplistes diabolicus
Anoplistes diabolicus là một loài bọ cánh cứng trong họ Cerambycidae.